# Franchimont-Kondensation
Die Franchimont-Kondensation (oder auch Franchimont-Reaktion genannt) ist eine chemische Reaktion aus dem Bereich der Organischen Chemie. Sie wurde 1872 von dem niederländischen Chemiker Antoine Paul Nicolas Franchimont (1844–1919) entdeckt und nach ihm benannt.
Bei der Franchimont-Kondensation werden zwei α-Bromcarbonsäure-Moleküle unter Bildung einer neuen Kohlenstoff-Kohlenstoff-Bindung miteinander verknüpft.

## Übersichtsreaktion
Es handelt sich bei dieser Reaktion um die Kondensation zweier α-Bromcarbonsäure-Moleküle:
Durch Umsetzung der α-Bromcarbonsäure mit Natriumcyanid und anschließender Hydrolyse entsteht schließlich die gewünschte 1,2-Dicarbonsäure.

## Reaktionsmechanismus
Die Franchimont-Kondensation ist eine Carbonsäure-Dimerisierung. Statt Natriumcyanid kann auch Kaliumcyanid verwendet werden. Mit dieser Methode ist es ebenfalls möglich, Dicarbonsäureester auch innermolekular (intramolekular) zu cyclisieren.
Zuerst wird die α-Bromcarbonsäure mit Natriumcyanid behandelt, das Bromidion wird abgespalten. Es entsteht ein Zwischenprodukt. Anschließend folgt die Substitutionsreaktion mit einer zweiten α-Bromcarbonsäure, dabei wird erneut ein Bromidion wieder abgespalten. Nach Hydrolyse und anschließender Decarboxylierung entsteht über ein Enol durch eine 1,3-Protonenverschiebung schließlich eine 1,2-Dicarbonsäure.